# 鎌谷駅
鎌谷駅（かまやえき）は、愛知県西尾市鎌谷町中屋敷にあった、名古屋鉄道西尾線の駅である。
矢作古川鉄橋建設のために1915年（大正4年）に仮設された後、地元負担の請願駅として1928年（昭和3年）に再開業した。しかし利用者の減少により2006年（平成18年）12月16日をもって再び廃止された。

## 歴史
西尾鉄道が吉田線として西尾 - 吉良吉田間を建設する際、難工事が予想されたのが矢作古川を渡る架橋工事であった。橋梁材輸送のため一色口駅から矢作古川西岸まで延伸し横須賀口駅を仮設したが、この仮駅は橋梁完成後とともに廃止された（笹曽根村社祭典に伴い花火駅として再度仮設されたが数日で撤去された）。
その後、地元では蓮光寺住職の藤濤鷹麿らによる駅誘致運動が起こり、会社顧問の颯田京平を介して愛知電気鉄道（愛電）に駅設置を要請した。鎌谷集落の旅客利用だけでは駅誘致は困難であったため、鵜ヶ池、十郎島、天竹集落からの協力を得たり、愛電に対して貨物需要（苗木出荷など）の見込みを提示したりした。数回の折衝の後、1928年（昭和3年）3月に愛電から駅新設の承諾を得ることができたが、建設資金や土木工事、駅前道路の整備などはすべて地元負担とされた。地元は周辺集落の支援も得てこれに対応し、半年後の電化改軌までに諸工事を済ませ、駅開業に漕ぎ着けた。なお、当初は仮駅時代と同じ横須賀口を駅名とする予定だったが、地元の要望で鎌谷に改められた。

### 年表
- 1915年（大正4年）
  - 3月14日：矢作古川の橋梁建設のため当駅付近まで延伸し、仮駅として横須賀口駅開業。
  - 8月5日：橋梁が完成し（旧）吉良吉田まで延伸。横須賀口駅廃止。
  - 10月14日：翌日開催の笹曽根村社祭典に備えて横須賀口駅跡付近に花火駅を仮設[5][6]。
  - 10月17日：花火駅廃止[6]。
- 1926年（大正15年）12月1日：愛知電気鉄道が西尾鉄道を合併。
- 1928年（昭和3年）
  - 3月5日：愛知電気鉄道が駅新設を了承し、開業時期や地元の建設負担などが取り決められる[3]。
  - 10月1日：愛知電気鉄道により鎌谷駅開業[4]。
- 1935年（昭和10年）8月1日：愛知電気鉄道と名岐鉄道が合併し名古屋鉄道となる
- 1944年（昭和19年）：営業休止。
- 1952年（昭和27年）10月1日：無人駅として営業再開[7]。
- 2006年（平成18年）

  - 12月16日：廃止[2][4][8]。

## 駅構造
単式ホーム1面1線の地上駅。駅集中管理システム未導入の無人駅で、駅舎もないため直接ホームに入る構造となっていたが、西尾線の西尾駅以南と蒲郡線を走る西尾 - 蒲郡間で行われていたワンマン運転（通称・西蒲ワンマン）のため、ホームに券売機が設置されていた。

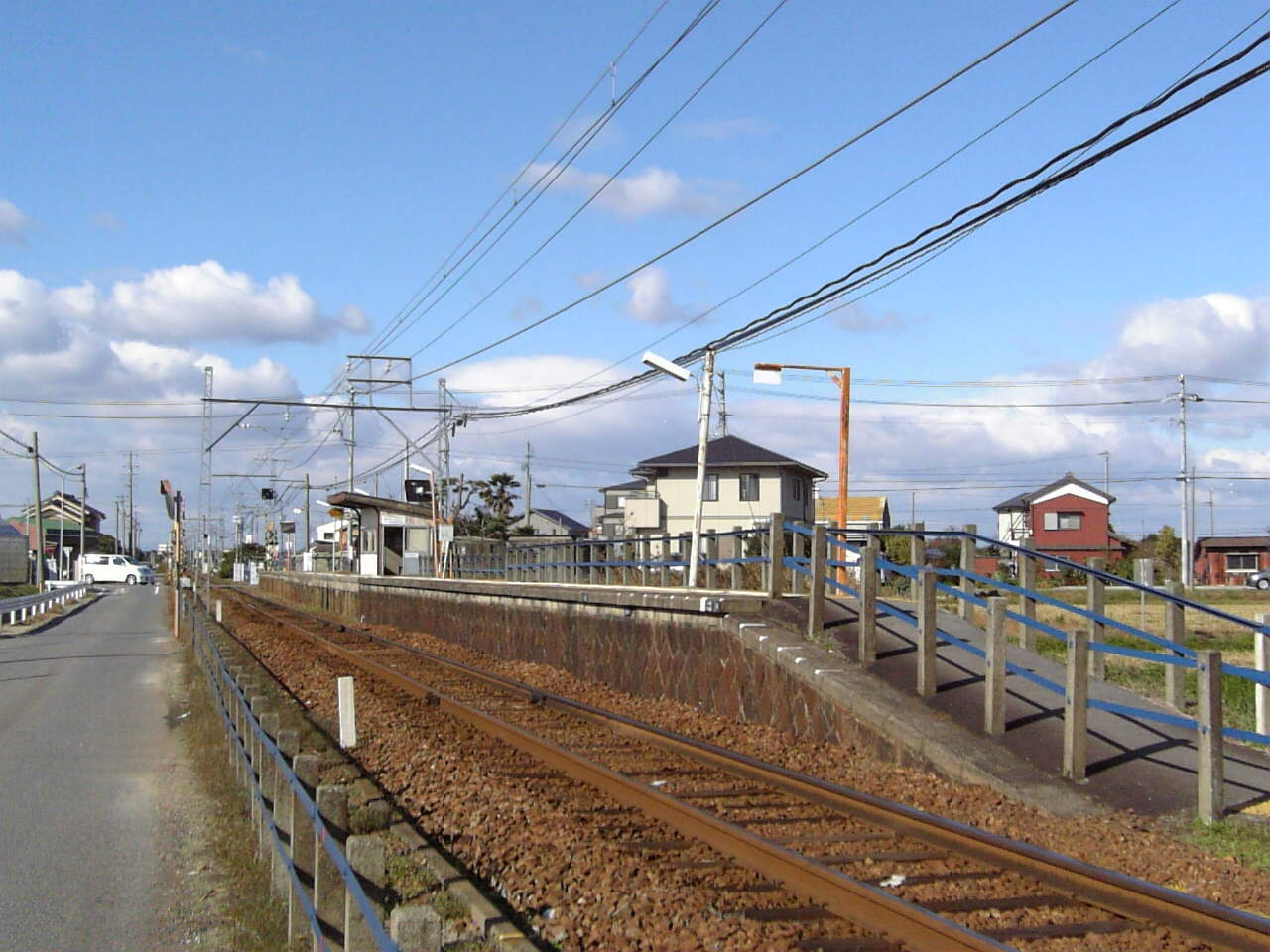
南側からの全景
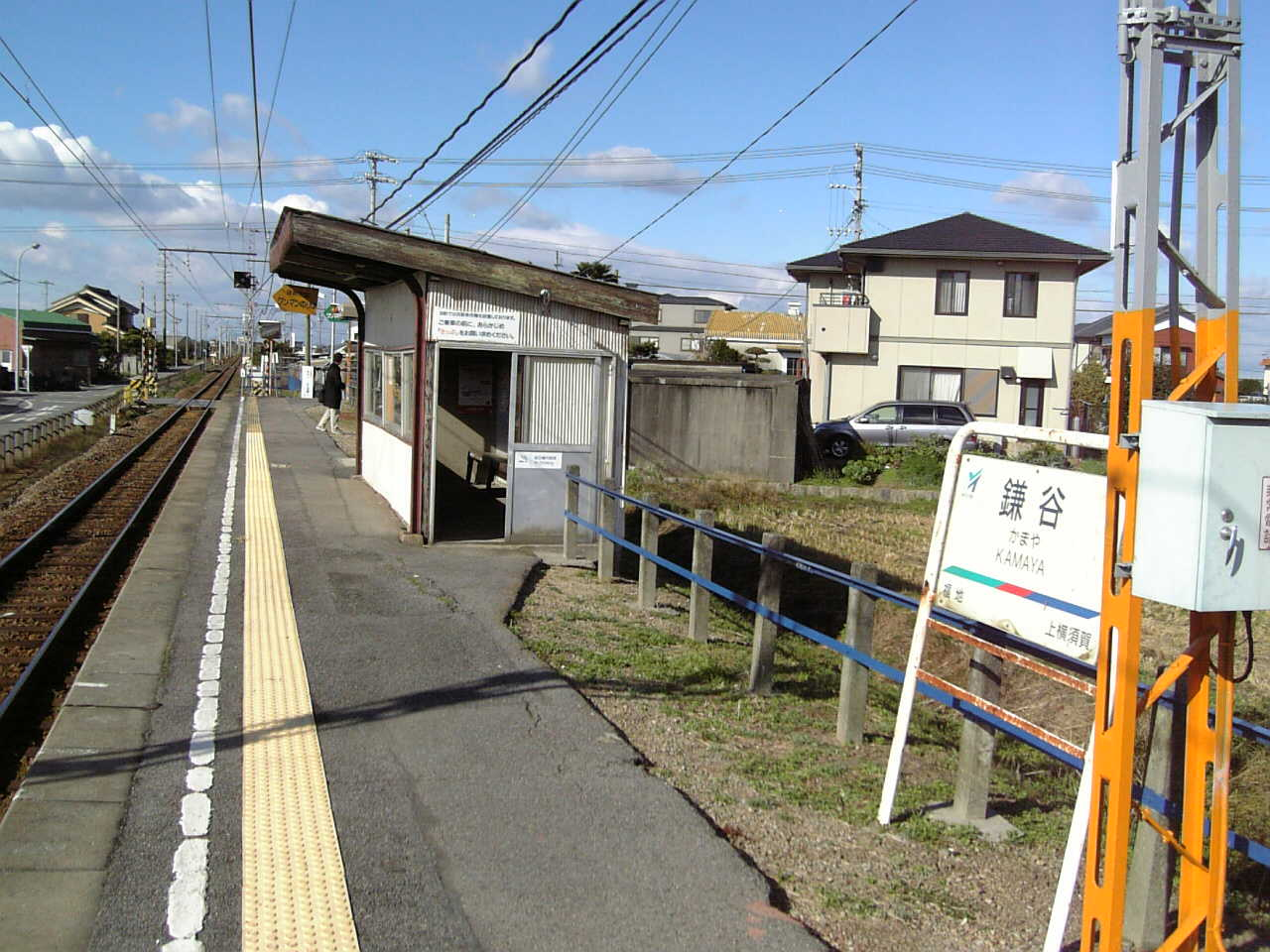
駅名標と待合室
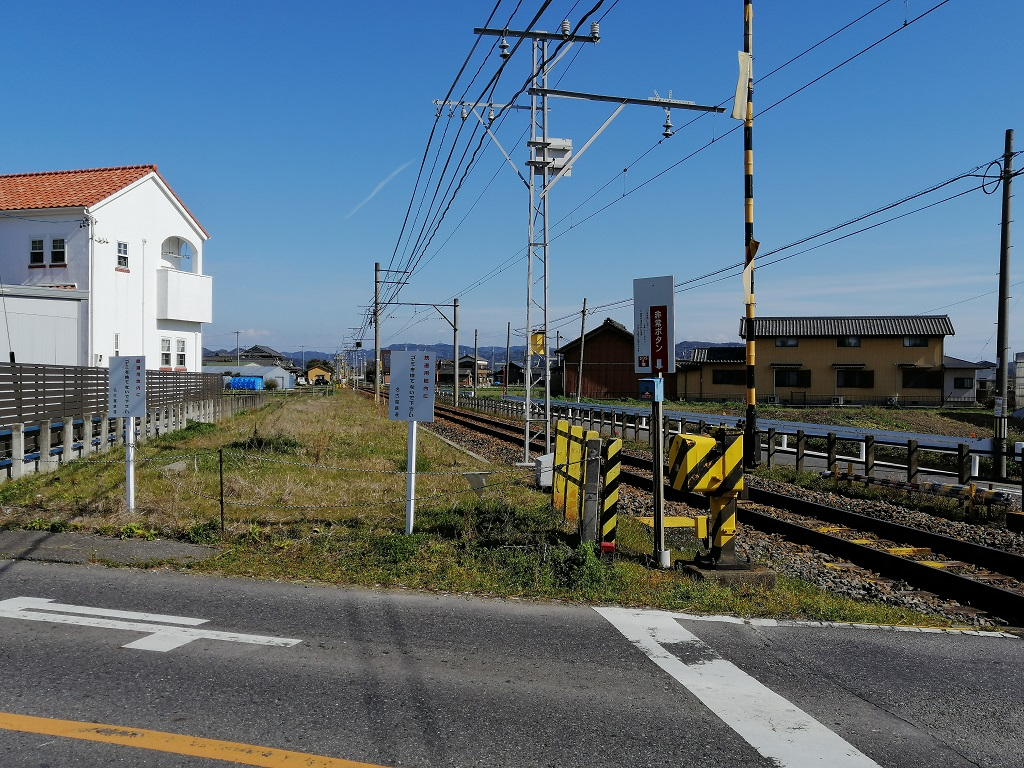
鎌谷駅跡地

### 配線図
| ← 西尾方面 | 鎌谷駅 構内配線略図 | → 吉良吉田 蒲郡方面 |
| 凡例 出典: |                     |                     |

## 利用状況
- 『名古屋鉄道百年史』によると1992年度当時の1日平均乗降人員は275人であり、この値は岐阜市内線均一運賃区間内各駅（岐阜市内線・田神線・美濃町線徹明町駅 - 琴塚駅間）を除く名鉄全駅（342駅）中304位、西尾線・蒲郡線（24駅）中23位であった[10]。
- 駅廃止の方針を受けて西尾市の総務部会に出された資料によれば、平成16年度の乗降客は1日平均175人、さらに西尾市による2006年4月24日の独自調査によれば1日の乗降客は162人であり、1日に発着する電車の合計71本のうち、全く乗降客のないものが31本であった。
- 『愛知県統計年鑑』によると2005年度の1日平均乗車人員は97人[11]である。2006年度までの1日平均乗車人員は下表の通り。

| 年度   | 1日平均 乗車人員 |
| ------ | ---------------- |
| 2001年 | 93               |
| 2002年 | 89               |
| 2003年 | 84               |
| 2004年 | 86               |
| 2005年 | 97               |
| 2006年 | 98               |

## 駅跡周辺
- 天竹神社
- 蓮光寺
- 矢作古川

## 隣の駅
名古屋鉄道
■ 西尾線
■特急・□快速急行・■急行
通過
■普通
福地駅 - 鎌谷駅 - 上横須賀駅